# Pathologie de la vie sociale
Pathologie de la vie sociale est un ensemble d’essais d’Honoré de Balzac. Commencé en 1833, paru sous son titre définitif en 1839, l’ouvrage réunit sous un même titre trois volets traités séparément : Traité de la vie élégante, Traité de la démarche, et Traité des excitants modernes. Il fait partie des Études analytiques de La Comédie humaine.

## Histoire du texte
Dès 1820, Balzac avait le projet de « concentrer dans quatre ouvrages de morale politique, d’observation scientifique et de critique railleuse, tout ce qui concernait la vie sociale analysée à fond, selon son préambule au Traité des excitants modernes », et dans lequel Balzac évoque ce titre pour la première fois le 4 décembre 1838, dans une lettre à l’archéologue Armand Pérémé : « […] j’ai sur les bras Le Curé de village (pour La Presse) ; Une fille d'Ève (pour Le Siècle) ; […] et deux ouvrages sous presse pour le même libraire ; sans compter une préface à la Physiologie du goût, et mon grand ouvrage Pathologie de la vie sociale vendu huit mille francs à deux mille exemplaires. »
L’ensemble de ces études devait à l’origine comporter quatre parties : outre la Pathologie de la vie sociale, Balzac avait en tête une Anatomie des corps enseignants qui restera à l’état d’une des ébauches rattachées à La Comédie humaine, ainsi que Monographie de la vertu et Traité complet de la vie extérieure. Ces trois derniers titres ne furent jamais achevés, mais l’éditeur Charpentier offrait une aubaine inespérée à Balzac : réunir dans un même volume portant le titre de Pathologie de la vie sociale les deux premiers essais, qui tiendraient lieu de Traité de la vie extérieure et auxquels l'éditeur ajouta à titre de « produit d'appel » le fameux Traité des excitants modernes qui avait été publié en préface d'une Physiologie du goût de Brillat-Savarin.
Le préambule au Traité des excitants modernes eut un succès considérable. Publié le 11 mai 1839, il annonçait déjà une suite (comme toujours chez Balzac) qui pouvait paraître ou ne pas paraître. Cette suite ne vit jamais le jour, mais l’auteur de La Comédie humaine lui forgeait déjà des titres alléchants : Méditations mathématiques, physiques, chimiques et transcendantes sur les manifestations de la pensée […], Principes d’hippiatrique […], Économie et nomenclature des voix […], qu’il aurait sans doute produits, sa santé eût-elle supporté la charge de travail qu’il s’imposait, et sa vie eût-elle été prolongée. Mort à l’âge de 51 ans, Balzac nous laisse plus de 130 ouvrages et ébauches. Il n'existe dans son siècle aucun équivalent de production aussi énorme et talentueuse.

« Qu'on le veuille ou non, Balzac est le plus grand des romanciers français. »

— Michel Lichtlé, 11 septembre 2008.
Il n’y a pas lieu de résumer ce livre puisqu'il s'agit du titre d’un ensemble d’autres ouvrages. Il faut se reporter à chaque volet traité séparément :
- Traité de la vie élégante
- Théorie de la démarche
- Traité des excitants modernes